# Original Don
Original Don è un singolo del gruppo musicale statunitense Major Lazer, pubblicato nel 2011 ed estratto dall'omonimo EP Original Don. Il brano vede la collaborazione del team di produttori olandese The Partysquad.

## Tracce
- Download digitale

1. Original Don – 4:13
2. Original Don (Crookers Remix) – 4:30
3. Original Don (Diet Original Don) – 4:52
4. Original Don (The Partysquad and Punish Smash Em Remix) – 3:38